# Чен Хао-вей
Чен Хао-вей (кит.: 陳浩瑋; нар. 30 квітня 1992, Хуалянь, Тайвань) — тайванський футболіст, центральний нападник клубу Першої ліги Китаю «Фошан Нанши» та національної збірної Китайського Тайбею.

## Клубна кар'єра
Розпочав займатися футболом, коли навчався в початковій школі Фусін. Грав у футбол у відомих футбольних школах Середній школі Мелун, а також у молодшій школі і середньої школи Улянь Гаонон. З 2009 по 2010 рік за рекомендацією Футбольної асоціації Китайського Тайбею, нетривалий період часу тренувався в молодіжній команді бразильського «Можі-Мірін» з Сан-Паулу. Після закінчення середньої школи Чен Хао-вей прийнятий до Тайбейського муніципального спортивного інституту та увійшов до шкільної команди для виступів в Університетській лізі та міській футбольній лізі. Він добре виступив іта потрапив до списку з 11-ти найкращих гравців сезону 2011 року.
У 2011 році скаути команди Китайської суперліги «Бейцзін Гоань» виявили помытили Чен Хао-вея на міжнародному футбольному турнірі Кубок Лунтенг і порекомендували його «Бейцзін Баши», команді китайської ліги з того ж міста. У грудні 2011 року Чен Хао-вей, Ву Цзюнь Цінь і Вень Чи-хао прийняли запрошення поїхати на перерегляд в «Бейцзін Баши». Вміння Чен Хао-вея помітив головний тренер «Бейцзін Баши» Дзюй Ень-ланом, і зрештою він отримав дворічний контракт.
Разом із Чень По-ляном, який приєднався до «Шеньчжень Ред Даймондс», опинився в першій групі тайванських гравців, які приєдналися до професійної ліги материкового Китаю. У перших двох раундах Першої ліги Китаю 2012 не мав шансу зіграти. 25 березня відзначився голом у першому турі Першої ліги Китаю серед резервних команд, завдяки чому допоміг «Бейцзін Баши» перемогти «Шеньян Шеньбей» з рахунком 3:1. Впевнена гра Чен Хао-вея за резервну команду дала йому можливість вийти в стартовому складі вдома 31 березня в матчі третього туру чемпіонату між «Бейцзін Баши» та «Яньбянь Чанбайху». Відзначився двічі, на 39-й і 72-й хвилинах гри, й допоміг столичній команді перемогти суперника з рахунком 2:1. Він також став першим тайванським гравцем, який відзначився голом у професійній футбольній лізі материкового Китаю. 2 червня відзначився єдиним голом за «Баши» у другому раунді Кубку китайської футбольної асоціації 2012. У підсумку його команда програла з рахунком 1:2 команді китайської Ліги 1 «Пекінський технологічний інститут». Сім днів по тому відзначився своїм третім голом у Першій лізі Китаю, допоміг «Бейцзін Баши» обіграти «Ченду Блейдс» з рахунком 2:1, перервавши ганебну серію з восьми поспіль поєдинків без перемоги.
У 2018 році вирішив покинути команду через відсутність ігрової практики. Після того, як залишив команду, він поїхав до Іспанії, щоб вчитися, тренуватися та шукати можливості працевлаштуватися. Були також запрошення від представників іспанського третього та четвертого дивізіону та індійські команди. Однак, враховуючи реабілітацію та навколишнє середовище, Чен Хао-вей повернувся на Тайвань, щоб приєднатися до «Хан Юань» у 2019 році після того, як близько півроку намагався працевлаштуватися в різних командах.
17 липня 2019 року «Істерн» представив Чена як новачка команди. Він підписав з клубом 2-річний контракт. 31 серпня 2019 року вперше вийшов на поле з лави запасних і зіграв за нову команду. 11 грудня 2020 року залишив «Істерн».
У грудні 2020 року через проблеми зі здоров'ям сім'ї Чен Хао-вей вирішив достроково покинути команду за згодою сторін. У січні наступного року вирішив приєднатися до «Тайчун Футуро».
У липні 2023 року приєднався до «Фошан Нанши», клубу Першої ліги Китаю.

## Кар'єра в збірній
Чен Хао-вея викликали до юнацьких та молодіжних збірниї Китайського Тайбею різних вікових категорій. На початку 2011 року представляв олімпійську збірну Китайського Тайбею в першому раунді азійського чоловічого кваліфікаційного турніру до Олімпіади 2012. Зрештою, китайський Тайбей програв збірній Йорданії у двох раундах програв з рахунком 0:3 і вилетів з турніру.
У 2011 році отримав виклик до національної збірної Китайського Тайбею для участі у матчі кваліфікації Кубку виклику АФК 2012 року. Дебютував за збірну 25 березня в програному (0:2) поєдинку останнього туру другого раунду кваліфікації вище вказаного турніру проти Пакистану, в якому замінив Чан Ханя. У середині року також отримав виклик до збірної Китайського Тайбею для участі в першому раунді азійської кваліфікації чемпіонату світу 2014 року, але не зіграв жодного поєдинку. 1 грудня 2012 року в кваліфікації Кубку Східної Азії 2013, що проходив у Гонконгу, на 79-й хвилині відзначився своїм першим голом за національну збірну в проти матчі Північної Кореї, який також став єдиним голом збірної Китайського Тайбею в грі. 9 жовтня 2015 року відзначився по одному голу в кожному таймі, щоб допомогти китайському Тайбею в товариському матчі перемогти Макао. 2 червня 2016 року в матчі кваліфікації Кубку Азії 2019 Китайський Тайбей вдома грав проти Камбоджі, під час атаки Чен Хао-вей суддя покарав гравця другою жовтою карткою за небезпечний підкат, через що гравець достроково покинув поле.
10 жовтня 2017 року віддав вирішальну передачу в компенсований час переможного (2:1) поєдинку проти Бахрейну. Чен Хао-вея вважають одним з найкращих дриблерів Китайського Тайбею за останні роки.
11 червня 2019 року в поєдинку проти Гонконгу відзначився двома голами й допоміг здобути першу за 48 років перемогу збірної Китайського Тайбею над вище вказаною збірною.

## Особисте життя
Чен — представник народу Аміс, походить з містечка Фенлінь, окрім китайської, також вільно розмовляє рідною мовою. Християнин, який дякує своїй родині та Богу за успіх.

## Статистика виступів

### Клубна
Станом на 11 грудня 2020 року.
| Клубні виступи    | Клубні виступи                        | Клубні виступи        | Ліга  | Ліга | Кубок          | Кубок          | Кубок ліги                  | Кубок ліги                  | Континентальні | Континентальні | Загалом | Загалом |
| Сезон             | Клуб                                  | Ліга                  | Матчі | Голи | Матчі          | Голи           | Матчі                       | Голи                        | Матчі          | Голи           | Матчі   | Голи    |
| Китайський Тайбей | Китайський Тайбей                     | Китайський Тайбей     | Ліга  | Ліга | Кубок          | Кубок          | Кубок ліги                  | Кубок ліги                  | Азія           | Азія           | Загалом | Загалом |
| ----------------- | ------------------------------------- | --------------------- | ----- | ---- | -------------- | -------------- | --------------------------- | --------------------------- | -------------- | -------------- | ------- | ------- |
| 2011              | «Тайвань ПЕК»                         | чемпіонат Тайваню     |       |      | -              | -              | -                           | -                           | -              | -              |         |         |
| Китай             | Китай                                 | Китай                 | Ліга  | Ліга | Кубок Китаю    | Кубок Китаю    | Кубок КСЛ                   | Кубок КСЛ                   | Азія           | Азія           | Загалом | Загалом |
| 2012              | «Бейцзін Баши»/«Бейцзін Ентерпрайзес» | Перша ліга Китаю      | 17    | 4    | 1              | 1              | -                           | -                           | -              | -              | 18      | 5       |
| 2013              | «Бейцзін Баши»/«Бейцзін Ентерпрайзес» | Перша ліга Китаю      | 13    | 0    | 0              | 0              | -                           | -                           | -              | -              | 13      | 0       |
| 2014              | «Бейцзін Баши»/«Бейцзін Ентерпрайзес» | Перша ліга Китаю      | 9     | 0    | 1              | 0              | -                           | -                           | -              | -              | 10      | 0       |
| 2015              | «Бейцзін Баши»/«Бейцзін Ентерпрайзес» | Перша ліга Китаю      | 18    | 4    | 6              | 0              | -                           | -                           | -              | -              | 24      | 4       |
| 2016              | «Бейцзін Баши»/«Бейцзін Ентерпрайзес» | Перша ліга Китаю      | 24    | 2    | 2              | 1              | -                           | -                           | -              | -              | 26      | 3       |
| 2017              | «Бейцзін Баши»/«Бейцзін Ентерпрайзес» | Перша ліга Китаю      | 15    | 2    | 1              | 0              | -                           | -                           | -              | -              | 16      | 2       |
| 2018              | «Бейцзін Баши»/«Бейцзін Ентерпрайзес» | Перша ліга Китаю      | 4     | 0    | 1              | 0              | -                           | -                           | -              | -              | 5       | 0       |
| Китайський Тайбей | Китайський Тайбей                     | Китайський Тайбей     | Ліга  | Ліга | Кубок          | Кубок          | Кубок ліги                  | Кубок ліги                  | Азія           | Азія           | Загалом | Загалом |
| 2019              | «Хан Юань»                            | Прем'єр-ліга Тайваню  | 9     | 4    | -              | -              | -                           | -                           | 0              | 0              | 9       | 4       |
| Гонконг           | Гонконг                               | Гонконг               | Ліга  | Ліга | Кубок Гонконгу | Кубок Гонконгу | Сеньйор Шилд та Саплінг Кап | Сеньйор Шилд та Саплінг Кап | Азія           | Азія           | Загалом | Загалом |
| 2019–20           | «Істерн»                              | Прем'єр-ліга Гонконгу | 8     | 0    | 3              | 1              | 5                           | 2                           | -              | -              | 16      | 3       |
| 2020–21           | «Істерн»                              | Прем'єр-ліга Гонконгу | 1     | 0    | 0              | 0              | 1                           | 0                           | 0              | 0              | 2       | 0       |
| Китайський Тайбей | Китайський Тайбей                     | Китайський Тайбей     | Ліга  | Ліга | Кубок          | Кубок          | Кубок ліги                  | Кубок ліги                  | Азія           | Азія           | Загалом | Загалом |
| 2021              | «Тайчун Футуро»                       | Прем'єр-ліга Тайваню  | 0     | 0    | -              | -              | -                           | -                           | -              | -              | 0       | 0       |
| Загалом           | Китайський Тайбей                     | Китайський Тайбей     | 9     | 4    | 0              | 0              | 0                           | 0                           | 6              | 0              | 9       | 4       |
| Загалом           | Китай                                 | Китай                 | 100   | 12   | 12             | 2              | 0                           | 0                           | 0              | 0              | 112     | 14      |
| Загалом           | Гонконг                               | Гонконг               | 9     | 0    | 3              | 1              | 6                           | 2                           | 0              | 0              | 18      | 3       |
| Усього за кар'єру | Усього за кар'єру                     | Усього за кар'єру     | 118   | 16   | 15             | 3              | 6                           | 2                           | 6              | 0              | 139     | 21      |

### Голи за збірну
Рахунок та результат збірної Китайського Тайбею вказано на першому місці.
| №  | Дата              | Місце                                          | Суперник       | Рахунок | Результат | Змагання                             |
| -- | ----------------- | ---------------------------------------------- | -------------- | ------- | --------- | ------------------------------------ |
| 1. | 1 грудня 2012     | Монкок, Монкок, Гонконг                        | Північна Корея | 1–5     | 1–6       | кваліфікація Кубку Східної Азії 2013 |
| 2. | 13 листопада 2014 | Муніципальний стардіон Тайбея, Тайбей, Тайвань | Гуам           | 1–2     | 1–2       | кваліфікація Кубку Східної Азії 2015 |
| 3. | 9 жовтня 2015     | Муніципальний стардіон Тайбея, Тайбей, Тайвань | Макао          | 2–1     | 5–1       | Товариський матч                     |
| 4. | 9 жовтня 2015     | Муніципальний стардіон Тайбея, Тайбей, Тайвань | Макао          | 5–1     | 5–1       | Товариський матч                     |
| 5. | 11 жовтня 2016    | Національний стадіо, Гаосюн, Тайвань           | Східний Тимор  | 2–0     | 2–1       | кваліфікація кубку Азії 2019         |
| 6. | 5 жовтня 2017     | Муніципальний стардіон Тайбея, Тайбей, Тайвань | Монголія       | 1–1     | 4–2       | Товариський матч                     |
| 7. | 11 червня 2019    | Монкок, Монкок, Гонконг                        | Гонконг        | 1–0     | 2–0       | Товариський матч                     |
| 8. | 11 червня 2019    | Монкок, Монкок, Гонконг                        | Гонконг        | 2–0     | 2–0       | Товариський матч                     |

## Досягнення
«Істерн»
- Головний щит Гонконгу
  -  Володар (1): 2019/20

- Кубок Гонконгу
  -  Володар (1): 2020